# Prepona charoniensis
Prepona charoniensis är en fjärilsart som beskrevs av Lichy 1975. Prepona charoniensis ingår i släktet Prepona och familjen praktfjärilar. Inga underarter finns listade i Catalogue of Life.